# Catharina Palmér
Catharina Palmér, född 10 januari 1963 i Karlskrona, är en svensk tonsättare, kantor, pianist och violinist.

## Biografi
Palmér studerade musikteori, orgel, piano, violin och komposition vid Kungliga Musikhögskolan i Stockholm. Där tog hon examen i komposition 1998. Bland hennes lärare ingick Sven-David Sandström, Pär Lindgren och Per Nørgård i Köpenhamn.
Som tonsättare har hon hittills mer än femtio verk i sitt namn (2010). Hennes kompositioner har framförts av bland annat Radiosymfonikerna, Radiokören, Stockholms blåsarsymfoniker, Akademiska kören i Stockholm, Stockholms Saxofonkvartett och slagverksensemblen Kroumata, men också i Danmark, Finland, Frankrike, Nederländerna och USA. Hon fanns representerad med kompositioner under Stockholm New Music Festival 1996. Kungliga Musikaliska Akademien gav henne ett stipendium för utlandsstudier och 2004 avslutade hon sina studier i USA för Don Freund vid Indiana University i Bloomington och utexaminerades med en doktorsgrad i "Musical Arts". Sedan 1999 är hon medlem i Föreningen svenska tonsättare.
År 2002 vann hon en kompositionstävling med den samtida vokalensemblen vid Indiana University. År 2003 vann hon andra pris i en kompositionstävling i Danska kammarkören Hymnias internationella kompositionstävling Vattenverk med stycket Kissrain, Watersleep för kammarkör och två slagverkare. År 2015 tilldelades hon Musikföreningens i Stockholm körtonsättarstipendium.

## Verk i urval

### Orkester
- 1993 Cur, för orkester
- 1999 Counterpoint to Silence, för orkester
- 1999 Seeds of light, för stråkorkester
- 2005 Images unseen, för stråkorkester
- 2006 Färd genom ögonblicket, för högtalare (ad libitum) och orkester - text: Tomas Tranströmer
- 2007 Symfoni nr 1 "Nuances", för blandad kör och orkester - text: William Shakespeare, William Blake, Percy Bysshe Shelley. Premiär 25 oktober 2007, Helsingborgs konserthus med Helsingborgs konserthuskör, Helsingborgs symfoniorkester, dir. Johannes Gustavsson.
  1. Lamentation (svart och blå)
  2. Chaos, feelings and fire (röd)
  3. Liturgy (vit)
  4. Lullabye (green)
  5. Conclusion (gold)

### Blåsorkester
- 1991 Tones, för blåsorkester. Premiär 28 september 1992, med Stockholms blåsarsymfoniker, dir. Arie van Beek.
- 1993 Fanfar över temat Litet bo jag sätta vill, för blåsorkester
- 1994 At Lucifer's, för brassband

### Kantater
- 1997 Kantat till invigningen av Aula magna (vid Stockholms universitet), för högtalare, sopran, blandad kör och bleckblås (3 trumpeter och 3 tromboner) - text: Tom Hedlund

### Kör
- 1994 Köld, för blandad kör och två slagverkare - text: Mats Gellerfelt
- 1995 Allting - ingenstans, för blandad kör - text: Octavio Paz (svensk översättning: Artur Lundkvist och Marina Torres)
- 1996 Grow: musik om och för växande, för ungdomskör, träblås, bleckblås och orkester.
- 2001 Spring song, för blandad kör - text: Thomas Nashe
- 2002 Ahead, för sex solister, kammarkör och elektronik
- 2002 A prayer, för sopran, alt, kammarkör, stråkorkester och slagverk
- 2003 Kissrain, Watersleep, för kammarkör och två slagverkare - text: Søren Ulrik Thomsen
- 2003 Like Endless Chains of Gold, för blandad kör och kammarensemble
- 2006 Kyrie, Sanctus, Agnus Dei, mässordinarium för blandad kör
- 2010 Dona nobis pacem, för blandad kör och orkester
- 2017 In the Enigma of Light, för blandad kör och kammarensemble

### Sånger
- 1991 Gråten i tavlan, för mezzosopran, cello och piano - text: Magnus Persson
- 1992 Att jag kunde smeka bort din sorg, för mezzosopran, cello och piano - text: Magnus Persson
- 1995 Skönheten var en ton, för sopran, klarinett, violin, viola, cello och marimba - text: Dag Hammarskjöld
- 1997 Softly singing, för tenor och cello
- 2003 Three songs, för baryton och två slagverkare
  1. Rondeau - text: Leigh Hunt
  2. The fly - text: William Blake
  3. A flower was offered to me - text: William Blake
- 2004 Nocturne, för sex soloröster - text: William Blake
- 2007 Kärlekstecken, för sopran, baryton och stråkorkester - text: hinduiska Vedan (svensk översättning: Elin Lagerkvist), Erik Johan Stagnelius, Johann Wolfgang von Goethe (svensk översättning: Erik Johan Stagnelius)

### Kammarmusik
- 1992 Approach, för saxofonkvartett
- 1994 Ceremony X, för tre trumpeter
- 1994 Like a tunnel, för flöjt, violin och piano
- 1995 Hypnosis, för piano och tejp
- 1995 That short moment, för stråkkvartett
- 1996 Lines and labyrinths, för flöjt, oboe, klarinett, fagott, saxofon, valthorn, trombon, slagverk, stråkkvartett, kontrabas och piano
- 1997 Inside the night, för klarinett, trumpet, viola och slagverk
- 2000 Floating, för klarinett och gitarr
- 2002 Magic green and solid black, för flöjt, basklarinett, trumpet, trombon, violin och kontrabas.
- 2002 Quintet, för stråkkvartett och piano
- 2004 Sounds of transparence, för flöjt, slagverk och orgel

### Piano
- 2003 Inevitable interaction, för två pianon
- 2003 Message 3 nr 9

### Slagverk
- 1994 Omina, för sex slagverkare
- 2000 Impressions - imaginations, för slagverksensemble

### Elektronisk musik
- 1996 Whining song

### Webbkällor
- http://kvast.org/palmer-catharina/
- http://sverigesradio.se/sida/artikel.aspx?programid=4427&artikel=4930731